# A Sanjay és Craig epizódjainak listája
Ez a lap a Sanjay és Craig című sorozat epizódjait tartalmazza.
A Sanjay és Craig amerikai 2D-s számítógépes animációs televíziós sorozat, amelyet a Nickelodeon készített. A sorozat premierje 2013. május 25-én volt.
2013. szeptember 12-én a Nickelodeon berendelte a második évadot. 2014. július 12-én mutatták be.
2014. június 11-én a berendelték a sorozat harmadik és egyben utolsó szezonját. 2015. szeptember 7-én mutatták be.

## Évados áttekintés
| Évad | Évad | Epizódok | Eredeti sugárzás    | Eredeti sugárzás | Magyar sugárzás  | Magyar sugárzás    |
| Évad | Évad | Epizódok | Évadpremier         | Évadfinálé       | Évadpremier      | Évadfinálé         |
| ---- | ---- | -------- | ------------------- | ---------------- | ---------------- | ------------------ |
|      | 1    | 20       | 2013. május 25.     | 2014. július 12. | 2014. március 9. | 2015. január 25.   |
|      | 2    | 20       | 2014. július 19.    | 2015. október 9. | 2015. február 1. | 2016. január 12.   |
|      | 3    | 20       | 2015. szeptember 7. | 2016. július 29. | 2016. május 30.  | 2016. december 16. |

## Epizódok

### 1. évad
| #   | Eredeti cím            | Magyar cím           | Rendező                      | Író                                                                                             | Eredeti premier      | Magyar premier       |
| --- | ---------------------- | -------------------- | ---------------------------- | ----------------------------------------------------------------------------------------------- | -------------------- | -------------------- |
| 1.  | Brett Venom MD         | Dr. Méreg Bertalan   | Blake Lemons                 | Neil Graf, Blake Lemons, & Chris Viscardi                                                       | 2013. május 25.      | 2014. március 9.     |
| 1.  | Laugh Quake            | Röhej rengés         | Carl Faruolo                 | Carl Faruolo, Bryan Mann, & Chris Viscardi                                                      | 2013. május 25.      | 2014. március 9.     |
| 2.  | Maximum Dennis         | Maximum Dennis       | Matt Layzell, Tom Parkinson  | Matt Layzell, Tom Parkinson, & Andreas Trolf                                                    | 2013. június 1.      | 2014. március 16.    |
| 2.  | Dog Wave               | Kutyahullám          | Madeline Queripel            | Madeline Queripel & Chris Viscardi                                                              | 2013. június 1.      | 2014. március 16.    |
| 3.  | Heightmare             | A taccsos csúcs      | Matt Layzell, Tom Parkinson  | Jim Dirschberger, Matt Layzell, & Tom Parkinson                                                 | 2013. június 8.      | 2014. március 23.    |
| 3.  | Be Like Tufflips       | Tökéletes helyettes  | Tom King                     | Abe Audish, Tom King, & Andreas Trolf                                                           | 2013. június 8.      | 2014. március 23.    |
| 4.  | Stinkboy               | Bűzbomba             | Ryan Crego, Tom King         | Ryan Crego, Tom King, Will McRobb, & M.J. Sandhe                                                | 2013. június 22.     | 2014. március 30.    |
| 4.  | Wolfie                 | Farkasfalka          | Carl Faruolo                 | Greg Araya, Carl Faruolo, & Andreas Trolf                                                       | 2013. június 22.     | 2014. március 30.    |
| 5.  | Traffical Island       | Szemét sziget        | Matt Layzell, Tom Parkinson  | Matt Layzell, Tom Parkinson, & Joe Stillman                                                     | 2013. június 29.     | 2014. április 6.     |
| 5.  | Partybot               | Bulirob              | Blake Lemons                 | Neil Graf, Blake Lemons, & Joe Stillman                                                         | 2013. június 29.     | 2014. április 13.    |
| 6.  | The Giving G           | Bazi G               | Madeline Queripel            | Will McRobb & Madeline Queripel                                                                 | 2013. július 13.     | 2014. április 20.    |
| 6.  | Release the Craigan    | Hula-hula            | Blake Lemons                 | Blake Lemons & Sasha Stroman                                                                    | 2013. július 13.     | 2014. április 27.    |
| 7.  | Muscle C.O.P.S.        | Izom zsaruk          | Carl Faruolo                 | Carl Faruolo & Andreas Trolf                                                                    | 2013. szeptember 14. | 2014. május 4.       |
| 7.  | Cold Hard Cash         | Dermedt dollár       | Tom Parkinson                | Jim Dirschberger & Tom Parkinson                                                                | 2013. szeptember 14. | 2014. május 11.      |
| 8.  | Unbarfable             | Taccstalanul         | Sean Charmatz                | Sean Charmatz & Chris Viscardi                                                                  | 2013. szeptember 21. | 2014. július 20.     |
| 8.  | Game On                | Játékgép             | Tom King                     | Tom King & Joe Stillman                                                                         | 2013. szeptember 21. | 2014. július 20.     |
| 9.  | Laked Nake             | Pucér Pacák          | Blake Lemons                 | Neil Graf, Blake Lemons, & Sasha Stroman                                                        | 2013. október 5.     | 2014. augusztus 3.   |
| 9.  | Doom Baby              | Babaűzők             | Tom King                     | Abe Audish, Tom King, Bryan Mann, & Will McRobb                                                 | 2013. október 5.     | 2014. augusztus 3.   |
| 10. | Blackout               | És eljő a sötét      | Tom Parkinson                | Will McRobb & Tom Parkinson                                                                     | 2013. október 19.    | 2014. július 27.     |
| 10. | Family Re-Noodman      | Családi Röfögés      | Carl Faruolo                 | Greg Araya, Carl Faruolo, & Andreas Trolf                                                       | 2013. október 19.    | 2014. július 27.     |
| 11. | Fart Baby              | Puki baba            | Carl Faruolo                 | Greg Araya, Carl Faruolo, & Joe Stillman                                                        | 2013. november 2.    | 2014. augusztus 10.  |
| 11. | Kung-Fu Catapult       | Szellemvadász        | Sean Szeles, Tom King        | Abe Audish, Jim Dirschberger, Jay Howell, Tom King, Dani Michaeli, Sean Szeles, & Andreas Trolf | 2013. november 2.    | 2014. augusztus 10.  |
| 12. | Road Pizza             | Pizza démon          | Tom Parkinson                | George Gendi, Tom Parkinson, & Joe Stillman                                                     | 2013. november 16.   | 2014. augusztus 17.  |
| 12. | Trouble Dare           | Aki mer, az nyer     | Blake Lemons                 | Jim Dirschberger, Neil Graf, & Blake Lemons                                                     | 2013. november 16.   | 2014. augusztus 17.  |
| 13. | You're in Trouble      | Pisi riadó           | Ryan Crego                   | Ryan Crego & Sasha Stroman                                                                      | 2013. december 7.    | 2014. augusztus 24.  |
| 13. | Cup O'Universe         | Világ pohár          | Mike Bell                    | Abe Audish, Mike Bell, & Joe Stillman                                                           | 2013. december 7.    | 2014. augusztus 24.  |
| 14. | Booger Johnson         | Fika Fecó            | Carl Faruolo                 | Greg Araya, Carl Faroulo, & Andreas Trolf                                                       | 2014. február 22.    | 2014. augusztus 31.  |
| 14. | Dream Rangers          | Álom vadászok        | Casey Alexander              | Casey Alexander, Zeus Cervas, Jim Dirschberger, & Chris Viscardi                                | 2014. február 22.    | 2014. augusztus 31.  |
| 15. | Prickerbeast           | Fenevad              | Tom Parkinson                | George Gendi, Will McRobb, & Tom Parkinson                                                      | 2014. március 1.     | 2014. szeptember 7.  |
| 15. | Day of the Snake       | Haver portya         | Blake Lemons                 | Neil Graf, Blake Lemons, & Joe Stillman                                                         | 2014. március 1.     | 2014. szeptember 7.  |
| 16. | Kerplunk'd             | Bepalizva            | Mike Bell                    | Abe Audish, Mike Bell, Jim Dirschberger, Bryan Mann, & Chris Viscardi                           | 2014. március 8.     | 2014. szeptember 14. |
| 16. | Old Farts              | Vén trottyok         | Toby Jones                   | Toby Jones, Nick Bachman & Sasha Stroman                                                        | 2014. március 8.     | 2014. szeptember 14. |
| 17. | Flip Flopas            | Íz Kvíz              | Blake Lemons                 | Neil Graf, Blake Lemons & Andreas Trolf                                                         | 2014. március 15.    | 2015. január 4.      |
| 17. | Chill Bill             | Laza                 | Carl Faruolo                 | Greg Araya, Carl Faruolo, Jay Howell & Chris Viscardi                                           | 2014. március 15.    | 2015. január 4.      |
| 18. | Curb Dawgz             | Deszkás királyok     | Tom Parkinson                | George Gendi, Tom Parkinson & Andreas Trolf                                                     | 2014. március 22.    | 2015. január 11.     |
| 18. | Susan Loogie           | Szabad a tánc        | Mike Bell, Blake Lemons      | Abe Audish, Mike Bell, Jim Dirschberger & Blake Lemons                                          | 2014. március 22.    | 2015. január 11.     |
| 19. | A Tale of Two Slithers | Embervilág, kígyóbőr | Carl Faruolo, Blake Lemons   | Greg Araya, Carl Faruolo, Neil Graf, Blake Lemons, Will McRobb & Chris Viscardi                 | 2014. május 16.      | 2015. január 18.     |
| 20. | Boatin' Down the River | Matrac és vitorla    | Neil Graf                    | Nick Bachman, Jim Dirschberger, Neil Graf, & Jay Howell                                         | 2014. július 12.     | 2015. január 25.     |
| 20. | Pretty in Punk         | Kiikszelve           | Jim Dirschberger, Jay Howell | Jim Dirschberger, Jay Howell, & Sasha Stroman                                                   | 2014. július 12.     | 2015. január 25.     |

### 2. évad
| #   | Eredeti cím               | Magyar cím             | Rendező                    | Író | Eredeti premier      | Magyar premier     |
| --- | ------------------------- | ---------------------- | -------------------------- | --- | -------------------- | ------------------ |
| 1.  | Hot Sauce Boss            | Henger-szósz           | Tom Parkinson              | George Gendi, Will McRobb, Tom Parkinson, & Chris Viscardi                                                                                     | 2014. július 19.     | 2015. február 1.   |
| 1.  | Ghost Pool                | Szellem-tó             | Abe Audish                 | Abe Audish, Neil Graf, Bryan Mann, Will McRobb, & Chris Viscardi                                                                               | 2014. július 19.     | 2015. február 1.   |
| 2.  | Shirts Off                | Sza-sza-sza-szabadon   | Carl Faruolo               | Greg Araya, Carl Faruolo, Jim Dirschberger, Jay Howell, & Derek Iversen                                                                        | 2014. július 26.     | 2015. február 8.   |
| 2.  | Middle Shame              | Nevesítés              | Blake Lemons               | Jim Dirschberger, Blake Lemons, Bryan Mann, & Dani Michaeli                                                                                    | 2014. július 26.     | 2015. február 8.   |
| 3.  | Dolled Up                 | Glamúr-lányok          | Tom Parkinson              | Abe Audish, Will McRobb, Dani Michaeli, & Tom Parkinson                                                                                        | 2014. augusztus 2.   | 2015. február 15.  |
| 3.  | Space Race                | Okos fiúk              | Matt Layzell               | Aminder Dhaliwal, Grant Falardeau, & Matt Layzell                                                                                              | 2014. augusztus 2.   | 2015. február 15.  |
| 4.  | Barfy's Babies            | Konzerv-kígyó          | Neil Graf                  | Nick Bachman, Neil Graf, & Dani Michaeli | 2014. szeptember 20. | 2015. február 22.  |
| 4.  | Butts Up Club             | Anya csak egy van      | Blake Lemons               | Derek Iversen, Blake Lemons, & Bryan Mann | 2014. szeptember 20. | 2015. február 22.  |
| 5.  | Screamday                 | Hang-hajsza            | Abe Audish                 | Abe Audish, Aminder Dhaliwal, & Derek Iversen                                                                                                  | 2014. szeptember 27. | 2015. március 1.   |
| 5.  | Enter Sandman             | Rohadt az ágy          | Neil Graf                  | Nick Bachman, Jim Dirschberger, Neil Graf, & Derek Iversen                                                                                     | 2014. szeptember 27. | 2015. március 1.   |
| 6.  | Alien Craig               | Kuka-űrhajó            | Blake Lemons               | Blake Lemons, Bryan Mann, & Chris Viscardi | 2014. október 4.     | 2015. május 17.    |
| 6.  | Googas                    | Játékgyűjtő            | Carl Faruolo               | Greg Araya, Grant Falardeau, & Carl Faruolo | 2014. október 4.     | 2015. május 17.    |
| 7.  | Glory Hounds              | Hölgyek öröme          | Abe Audish                 | Abe Audish, Aminder Dhaliwal, Grant Falardeau, & Will McRobb                                                                                   | 2014. október 11.    | 2015. május 24.    |
| 7.  | Glad to Be Sad            | Szomorú szám           | Tom Parkinson              | Josh Engel, Derek Iversen, & Tom Parkinson | 2014. október 11.    | 2015. május 24.    |
| 8.  | Tufflip's Tales of Terror | Rémmesék               | Carl Faruolo Tom Parkinson | Greg Araya, Jim Dirschberger, Josh Engel, Carl Faruolo, Jay Howell, Will McRobb, Tom Parkinson, Chris Viscardi                                 | 2014. október 18.    | 2015. március 1.   |
| 9.  | TuffCon                   | Gyémánt-banán          | Neil Graf                  | Nick Bachman, Grant Falardeau, Neil Graf, & Derek Iversen                                                                                      | 2014. november 1.    | 2015. május 31.    |
| 9.  | Pet Parents               | Hip-hip-hipnózis       | Blake Lemons               | Aminder Dhaliwal, Grant Falardeau, Blake Lemons, & Bryan Mann                                                                                  | 2014. november 1.    | 2015. május 31.    |
| 10. | Cuddle Buddy              | Kutyavilág             | Carl Faruolo               | Carl Faruolo, George Gendi, Derek Iversen, & Blake Lemons                                                                                      | 2014. november 15.   | 2015. június 7.    |
| 10. | 2 Tuff 2 Watch            | Gyíkarc                | Tom Parkinson              | Jim Dirschberger, Josh Engel, & Tom Parkinson                                                                                                  | 2014. november 15.   | 2015. június 7.    |
| 11. | Ting                      | Kis, vibráló tojás     | Abe Audish                 | Abe Audish, Grant Falardeau, & Jonny Van Orman                                                                                                 | 2014. november 22.   | 2015. június 14.   |
| 11. | Fartwerk                  | Végbélzene             | Neil Graf                  | Nick Bachman, Neil Graf, & Jay Howell | 2014. november 22.   | 2015. június 14.   |
| 12. | Fowl Work                 | Buli-Belle             | Sarah Oleksyk              | Gina Gress, Derek Iversen, Matt Layzell és Sarah Oleksyk                                                                                       | 2015. április 5.     | 2016. január 11.   |
| 12. | Rash Thrash               | Lóvéház                | Bryan Mann                 | Aminder Dhaliwal, Blake Lemons, Bryan Mann és Sheela Shrinivas                                                                                 | 2015. április 5.     | 2016. január 11.   |
| 13. | Wild Buds                 | Vissza a vadonba       | Tom Parkinson              | Tom Parkinson, Grant Falardeau, Derek Iversen és Josh Engel                                                                                    | 2015. április 12.    | 2016. január 12.   |
| 13. | Depants Tag               | Gatya vadászat         | Abe Audish                 | Abe Audish, Lauren Palmigiano és Jonny Van Orman                                                                                               | 2015. április 12.    | 2016. január 12.   |
| 14. | Chewhuahuas               | Veszett kutyák         | Tom Parkinson              | Josh Engel, Jay Howell, Derek Iversen és Tom Parkinson                                                                                         | 2015. április 19.    | 2015. november 27. |
| 14. | Space Invaders            | Túl távol és túl közel | Sarah Oleksyk              | Jim Dirshbeger, Gina Gress, Jay Howell és Sarah Oleksyk                                                                                        | 2015. április 19.    | 2015. november 30. |
| 15. | Dangerous Debbie          | Veszélyes Debbie       | Neil Graf                  | Nick Bachman, Neil Graf és Jay Howell | 2015. április 26.    | 2015. december 3.  |
| 15. | D.I.N.K                   | Régi verda             | Aminder Dhaliwal           | Aminder Dhaliwal, Jim Dirschberger, Jay Howell és Jonny Van Orman                                                                              | 2015. április 26.    | 2015. december 2.  |
| 16. | Romper Chomper            | Fogtündéres            | Abe Audish                 | Abe Audish, Will McRobb, Lauren Palmigiano és Jonny Van Orman                                                                                  | 2015. május 10.      | 2015. november 25. |
| 16. | Conquistador              | Patkánylovas           | Neil Graf                  | Nick Bachman, Jim Dirschberger, Neil Graf és Matt Layzell                                                                                      | 2015. május 10.      | 2015. november 26. |
| 17. | Street Dogg               | Rap-csata              | Neil Graf Bryan Mann       | Nick Bachman, Aminder Dhaliwal, Jim Dirschberger, Jay Howell, Neil Graf, Matt Layzell, Blake Lemons, Bryan Mann, Will McRobb és Chris Viscardi | 2015. május 17.      | 2015. december 1.  |
| 18. | King of Kids              | Rajongó raj            | Tom Parkinson              | Josh Engel, Will McRobb, Lauren Palmigiano, & Tom Parkinson                                                                                    | 2015. július 18.     | 2015. november 24. |
| 18. | Ew De Hector              | Hector szag            | George Gendi               | Grant Falardeau, George Gendi, & Paul Layzell                                                                                                  | 2015. július 18.     | 2015. november 23. |
| 19. | Snake Parts Unknown       | Áramfarkas             | Aminder Dhaliwal           | Aminder Dhaliwal, Jim Dirschberger, Josh Engel & Derek Iversen                                                                                 | 2015. július 25.     | 2015. december 8.  |
| 19. | Flabyrinth                | Ételkalandor           | Sarah Oleksyk              | Gina Gress, Derek Iversen & Sarah Oleksyk | 2015. július 25.     | 2015. december 9.  |
| 20. | Serpentco                 | Ifjú detektívek        | Bryan Mann                 | Nathan Bulmer, Derek Iversen & Bryan Mann | 2015. október 2.     | 2015. december 4.  |
| 20. | Chrome Dome               | Króm Dóm               | Bryan Mann                 | Aminder Dhaliwal, Jim Dirschberger, Blake Lemons & Bryan Mann                                                                                  | 2015. október 9.     | 2015. december 7.  |

### 3. évad
| #   | Eredeti cím            | Magyar cím             | Rendező                          | Író | Eredeti premier      | Magyar premier       |
| --- | ---------------------- | ---------------------- | -------------------------------- | --- | -------------------- | -------------------- |
| 1.  | Hot Heads              | Hő-Nirvána             | Nick Bachman                     | Adam Aseraf, Nick Bachman, Bryan Caselli és Hunter Cope | 2015. szeptember 7.  | 2016. május 31.      |
| 1.  | Lundgren Loner         | Susogó sugallat        | Sarah Oleksyk                    | Gina Gress, Jay Howell, Will McRobb & Sarah Oleksyk | 2015. szeptember 7.  | 2016. június 1.      |
| 2.  | Bike-o Psycho          | Baró bringa            | Neil Graf                        | Jim Dirschberger, Neil Graf, Derek Iversen & Jonny Van Orman | 2015. szeptember 18. | 2016. június 2.      |
| 2.  | Boulder Rollers        | Mágneses kígyó         | Aminder Dhaliwal                 | Adam Aseraf, Hunter Cope, Aminder Dhaliwal & Josh Engel | 2015. október 16.    | 2016. június 3.      |
| 3.  | Galaxy Geeks           | Szárnyárium            | Aminder Dhaliwal                 | Josh Engel, Aminder Dhaliwal, Jim Dirschberger, Jay Howell & Chris Viscardi                                                                                              | 2015. szeptember 25. | 2016. június 8.      |
| 3.  | Freaks and Cheeks      | Kispofi                | Sarah Oleksyk                    | Gina Gress, Sarah Oleksyk, & Chris Viscardi | 2015. november 6.    | 2016. június 9.      |
| 4.  | Guitar Zeroes          | Gityó-hősök            | Nick Bachman                     | Nick Bachman, Bryan Caselli, Jim Dirschberger & Chris Viscardi | 2015. november 13.   | 2016. június 6.      |
| 4.  | Heartyface             | A Heartyface üdvöskéje | Tom Parkinson                    | Adam Aseraf, Mike Bertino, Hunter Cope, Jim Dirschberger & Tom Parkinson                                                                                                 | 2015. november 20.   | 2016. június 7.      |
| 5.  | Huggle Day             | Bújós nap              | Aminder Dhaliwal & Neil Graf     | Josh Engel, Aminder Dhaliwal, Jim Dirschberger, Neil Graf, Jay Howell, Will McRobb, Jonny Van Orman & Chris Viscardi                                                     | 2015. december 4.    | 2016. december 16.   |
| 6.  | And Justice For Durdle | Szedő, mosó, hámozó    | Neil Graf                        | Adam Aseraf, Hunter Cope, Jim Dirschberger, Neil Graf & Jonny Van Orman                                                                                                  | 2016. január 15.     | 2016. május 30.      |
| 6.  | Beauty and the Beard   | Ubikutyák              | Tom Parkinson                    | Mike Bertino, Derek Iversen, Blake Lemons & Tom Parkinson | 2016. január 22.     | 2016. május 30.      |
| 7.  | Dude Snake Nood        | Jó arc Noodman         | Neil Graf                        | Neil Graf, Jay Howell, Derek Iversen & Jonny Van Orman | 2016. január 29.     | 2016. június 10.     |
| 7.  | Barrel Boyz            | Farszikla              | Tom Parkinson                    | Mike Bertino, Jim Dirschberger, Will McRobb & Tom Parkinson | 2016. február 5.     | 2016. június 13.     |
| 8.  | All Night Bummer Party | Húsmix                 | Nick Bachman                     | Adam Aseraf, Nick Bachman, Bryan Caselli, Hunter Cope & Jim Dirschberger                                                                                                 | 2016. február 19.    | 2016. június 14.     |
| 8.  | Partybot Returns       | Bulirob visszatér      | Sarah Oleksyk                    | Jim Dirschberger, Gina Gress, Jay Howell, Will McRobb, Sarah Oleksyk & Chris Viscardi                                                                                    | 2016. február 26.    | 2016. június 15.     |
| 9.  | Halloweenies           |                        | Sarah Oleksyk                    | Katie Crown, Gina Gress & Sarah Oleksyk | 2016. június 20.     | 2016. szeptember 22. |
| 9.  | G.U.T.S. Busters       | Mersz!                 | Aminder Dhaliwal                 | Aminder Dhaliwal, Jim Dirschberger, Josh Engel, Derek Iversen & Jay Howell                                                                                               | 2016. június 20.     | 2016. szeptember 22. |
| 10. | Paper Pushers          | Pompás munka           | Tom Parkinson                    | Mike Bertino, Jim Dirschberger, Derek Iversen & Tom Parkinson | 2016. június 21.     | 2016. június 16.     |
| 10. | Bros of a Feather      | Toll a szárnyban       | Nick Bachman                     | Nick Bachman, Bryan Caselli, Katie Crown & Jim Dirschberger | 2016. június 21.     | 2016. június 17.     |
| 11. | Ain't No Fang          | Tekeredik a kígyó      | Sarah Oleksyk                    | Adam Aseraf, Hunter Cope, Jay Howell, Gina Gress & Sarah Oleksyk | 2016. június 22.     | 2016. június 20.     |
| 11. | Baldalzerac!           | Baldalzerac            | Aminder Dhaliwal                 | Katie Crown, Aminder Dhaliwal, Josh Engel, Derek Iversen & Matt Layzell                                                                                                  | 2016. június 22.     | 2016. június 21.     |
| 12. | Master Smashers        | Törj és zúzz           | Tom Parkinson                    | Adam Aseraf, Mike Bertino, Hunter Cope & Tom Parkinson | 2016. június 23.     | 2016. június 23.     |
| 12. | All Couped Up          | Versenyverda           | Neil Graf                        | Katie Crown, Jim Dirschberger, Neil Graf & Jonny Van Orman | 2016. június 23.     | 2016. június 22.     |
| 13. | Combo Attack           | Karakterválasztás      | Aminder Dhaliwal                 | Katie Crown, Aminder Dhaliwal & Josh Engel | 2016. június 24.     | 2016. szeptember 19. |
| 13. | Stuffed Curse Pizza    |                        | Neil Graf                        | Jim Dirschberger, Neil Graf, Derek Iversen & Jonny Van Orman | 2016. június 24.     | 2016. szeptember 19. |
| 14. | Quietude Dudes         |                        | Tom Parkinson                    | Mike Bertino, Derek Iversen & Tom Parkinson | 2016. július 18.     | 2016. szeptember 20. |
| 14. | Diaper Dinks           |                        | Nick Bachman                     | Nick Bachman, Bryan Caselli, Katie Crown, Jim Dirschberger & Derek Iversen                                                                                               | 2016. július 18.     | 2016. szeptember 21. |
| 15. | Songjay                |                        | Neil Graf                        | Neil Graf, Jay Howell, Derek Iversen & Jonny Van Orman | 2016. július 19.     | 2016. szeptember 23. |
| 15. | Man of Squeal          |                        | Tom Parkinson                    | Adam Aseraf, Mike Bertino, Hunter Cope & Tom Parkinson | 2016. július 20.     | 2016. szeptember 23. |
| 16. | JJ and Greg            | Hasonszőrűek           | Aminder Dhaliwal                 | Aminder Dhaliwal, Jim Dirschberger, Josh Engel & Jay Howell | 2016. július 21.     | 2016. szeptember 26. |
| 16. | Tuff Rider             | Bringa banda           | Gina Gress                       | Byron Dockins, Gina Gress & Jonny Van Orman | 2016. július 26.     | 2016. szeptember 26. |
| 17. | Stunt School Special   | Kaszkadőrsuli          | Nick Bachman & Sarah Oleksyk     | Adam Aseraf, Nick Bachman, Bryan Caselli, Hunter Cope, Katie Crown, Jim Dirschberger, Gina Gress, Jay Howell, Derek Iversen, Will McRobb, Sarah Oleksyk & Chris Viscardi | 2016. július 22.     | 2016. június 24.     |
| 18. | Friend Card            |                        | Aminder Dhaliwal                 | Katie Crown, Aminder Dhaliwal, Josh Engel, Derek Iversen & Matt Layzell                                                                                                  | 2016. július 25.     | 2016. szeptember 23. |
| 18. | Beach Butts            |                        | Nick Bachman                     | Adam Aseraf, Bryan Caselli, Nick Bachman & Hunter Cope | 2016. július 25.     | 2016. szeptember 23. |
| 19. | Space Train to Space   | Űrvonat                | Tom Parkinson                    | Mike Bertino, Katie Crown, Jim Dirschberger, Jay Howell & Tom Parkinson                                                                                                  | 2016. július 27.     | 2016. szeptember 26. |
| 19. | The Snake Pit          | Kígyóverem             | Gina Gress                       | Byron Dockins, Gina Gress & Jonny Van Orman | 2016. július 28.     | 2016. szeptember 26. |
| 20. | Booyah for Bollywood   | Hajrá Bollywood!       | Aminder Dhaliwal & Sarah Oleksyk | Aminder Dhaliwal, Jim Dirschberger, Josh Engel, Dodge Greenley, Jay Howell, Will McRobb, Sarah Oleksyk & Chris Viscardi                                                  | 2016. július 29.     | 2016. szeptember 27. |